# Петропавловське сільське поселення (Увинський район)
Петропа́вловське сільське поселення (рос. Петропавловское сельское поселение) — муніципальне утворення у складі Увинського району Удмуртії, Росія. Адміністративний центр — присілок Петропавлово.
Населення — 560 осіб (2015; 640 в 2012, 643 в 2010).
Голова:
- 2008–2012 — Акілін Андрій Євгенійович
- 2012-2016 — Акілін Андрій Євгенійович

## Склад
До складу поселення входять такі населені пункти:
| Населений пункт              | Населення, осіб (2010) | Населення, осіб (2012) |
| ---------------------------- | ---------------------- | ---------------------- |
| Булгурт, присілок            | 7                      | 6                      |
| Кізвар, починок              | 139                    | 131                    |
| Лоллез-Жик'я, присілок       | 136                    | 140                    |
| Петропавлово, присілок       | 293                    | 292                    |
| Руський Лоллез, присілок     | 48                     | 49                     |
| Удмуртський Лоллез, присілок | 20                     | 22                     |

У поселенні діють школа, садочок, бібліотека, 2 клуби, 2 ФАПи. Серед промислових підприємств працює СПК «Колгосп Авангард».